# Robert Sheckley
Robert Sheckley (ur. 16 lipca 1928, zm. 9 grudnia 2005) – amerykański pisarz science-fiction. Używał pseudonimów Phillips Barbee oraz Finn O’Donnevan.

## Życiorys
Urodził się w żydowskiej rodzinie w Brooklynie w Nowym Jorku, ale dorastał w New Jersey. W latach 1946–1948 służył w amerykańskim kontyngencie sił pokojowych ONZ podczas konfliktu w Korei. Następnie studiował na Uniwersytecie Stanowym w Nowym Jorku. Od 1951 roku zaczął publikować swoje opowiadania fantastyczne w różnych magazynach, głównie w Galaxy, zdobywając szybko popularność i uznanie czytelników oraz krytyki.
W latach siedemdziesiątych Sheckley przeniósł się na hiszpańską wyspę Ibizę. Powrócił do Nowego Jorku jako redaktor magazynu „Omni”. Później kilkakrotnie zmieniał miejsce zamieszkanie (m.in. Paryż, Portland, Floryda), aż ostatecznie osiadł w Red Hook w stanie Nowy Jork.
Zachorował poważnie w kwietniu 2005 r., podczas pobytu na Ukrainie w czasie Komputerowego Tygodnia Sci-Fi i był hospitalizowany w Kijowie. Koszty leczenia i powrotu do USA pokrył ukraiński businessman. Po powrocie, w Nowym Jorku, przeszedł operację na otwartym sercu. Pół roku później przeszedł operację tętniaka. Zmarł 3 tygodnie po zabiegu.
Był pięciokrotnie żonaty i miał czworo dzieci.

## Twórczość
W 1983 roku Robert Sheckley otrzymał za opowiadanie Suplikant w kosmosie (Suppliant in Space) nagrodę Jupitera.
Opowiadanie Siódma ofiara (Seventh Victim) stało się kanwą filmu Dziesiąta ofiara, znanego również pod oryginalnym włoskim tytułem La Decima Vittima. W filmie występowali Marcello Mastroianni oraz Ursula Andress. Powstała również powieść pod tytułem (The Tenth Victim – 1966).
Film z 1992 Freejack z udziałem Micka Jaggera, Emilio Esteveza, Rene Russo, oraz Anthony Hopkinsa inspirowany był powieścią Korporacja „Nieśmiertelność” (Immortality Inc.).
Sfilmowano także opowiadanie Cena ryzyka (pod tytułem A stawką jest śmierć).

### Powieści
- Nieśmiertelność na zamówienie (Immortality Inc., 1959, wyd. pol. 1993, ISBN 83-7082-260-6) – nominacja do nagrody Hugo 1959, wydanie z 1958 Immoriality Delivered zostało skrócone za zgodą autora
- Planeta zła (The Status Civilization, inny tytuł Omega, 1960, wyd. pol. 1991, ISBN 83-85079-44-0)
- Podróż w przyszłość (Journey beyond Tomorrow, 1963, wyd. pol. 1999, ISBN 83-7245-200-8)
- Dziesiąta ofiara (The 10th Victim, 1966, wyd. pol. 1999, ISBN 83-7245-019-6)
- Zwichrowany świat (Mindswap, 1966, wyd. pol. 1995, ISBN 83-7082-779-9)
- Wymiar cudów (Dimension of Miracles, 1968, wyd. pol. 1993, ISBN 83-7082-173-1)
- Opcje (Options, 1975, wyd. pol. 1995, ISBN 83-7082-820-5)
- Potrójna reintegracja (The Alchemical Marriage of Alistair Crompton, 1978, wyd. pol. 1995, ISBN 83-7082-775-6)
- Dramocles (1983)
- Idealna ofiara (Victim Prime, 1987, wyd. pol. 2000, ISBN 83-7245-308-X)
- Łowca / Ofiara (Hunter / Victim, 1988, wyd. pol. 1999, ISBN 83-7245-095-1)
- Na planecie zabutelkowanych mózgów (On The Planet of Bottled Brains, 1990, wyd. pol. 1994, ISBN 83-86530-06-5) – z Harrym Harrisonem
- Minotaur Maze (1990)
- Watchbird (1990)
- Przynieście mi głowę Księcia (Bring Me the Head of Prince Charming, 1991, wyd. polskie ZYSK i Sp-ka, Poznań 1995, przekł. Mirosław P. Jabłoński, ISBN 83-86530-45-6) – z Rogerem Zelaznym
- Xolotl (1991)
- Alien Starswarm (1991)
- Jeśli z Faustem ci się nie uda (If at Faust You Don’t Succeed, 1993, wyd. polskie ZYSK i Sp-ka, Poznań 1995, przekł. Mirosław P. Jabłoński, ISBN 83-86530-96-0) – z Rogerem Zelaznym
- Farsa, z którą należy się liczyć (A Farce to Be Reckoned With, 1995, wyd. polskie ZYSK i Sp-ka, Poznań 1996, przekł. Mirosław P. Jabłoński, ISBN 83-7150-100-5) – z Rogerem Zelaznym
- Star Trek: Deep Space Nine: The Laertian Gamble (1995)
- Aliens: Alien Harvest (1995)
- Królestwo Bogów (Godshome, 1997, wyd. pol. 2000, ISBN 83-7245-266-0)
- Babylon 5: A Call to Arms (1999)
- The Grand-Guignol of the Surrealists (2000)
- Dimension of Miracles Revisited (2001)

### Zbiory opowiadań
- Untouched by Human Hands (1954)
- Citizen in Space (1955)
- Pilgrimare to Earth (1957)
- Notions: Unlimited (1960)
- Store of Infinity (1960)
- Shards of Space (1962)
- The People Trap (1968)
- Can You Feel Anything When I Do This?, inny tytuł: The Some to You Doubled (1972)
- The Robot Who Looked Like Me (1978)
- The Wonderful World of Robert Sheckley (1979)
- The Robert Sheckley Omnibus (1982)
- Is That What People Do? (1984)
- The Collected Short Fiction of Robert Sheckley (1991, 5 tomów)
- Uncanny Tales (2003)

### Zbiory opowiadań wydane w Polsce
- Pielgrzymka na Ziemię (1988, ISBN 83-207-1121-5)
- Magazyn nieskończoności (1993, ISBN 83-85784-15-2)
- Odłamki kosmosu (1993, ISBN 83-85784-20-9)
- Bilet na Tranai (1994, ISBN 83-7082-272-X)
- Diabelska maszyna (1994, ISBN 83-7082-270-3)
- Obywatel Galaktyki (1996, ISBN 83-7169-084-3)
- Maszyna Szeherezada (1997, ISBN 83-7169-479-2)